# Кръгът
„Кръгът“ (на английски: The Circle) е роман-бестселър на Дейв Егърс от 2013 г. Това е роман антиутопия, в центъра на който е фирма, която работейки в областта на интернет услугите успява да създаде тотален контрол върху живота на хората. На български е издаден от изд. „Жанет-45“, София (2016), преводач Ана Пипева.